# Maurizio Molinari

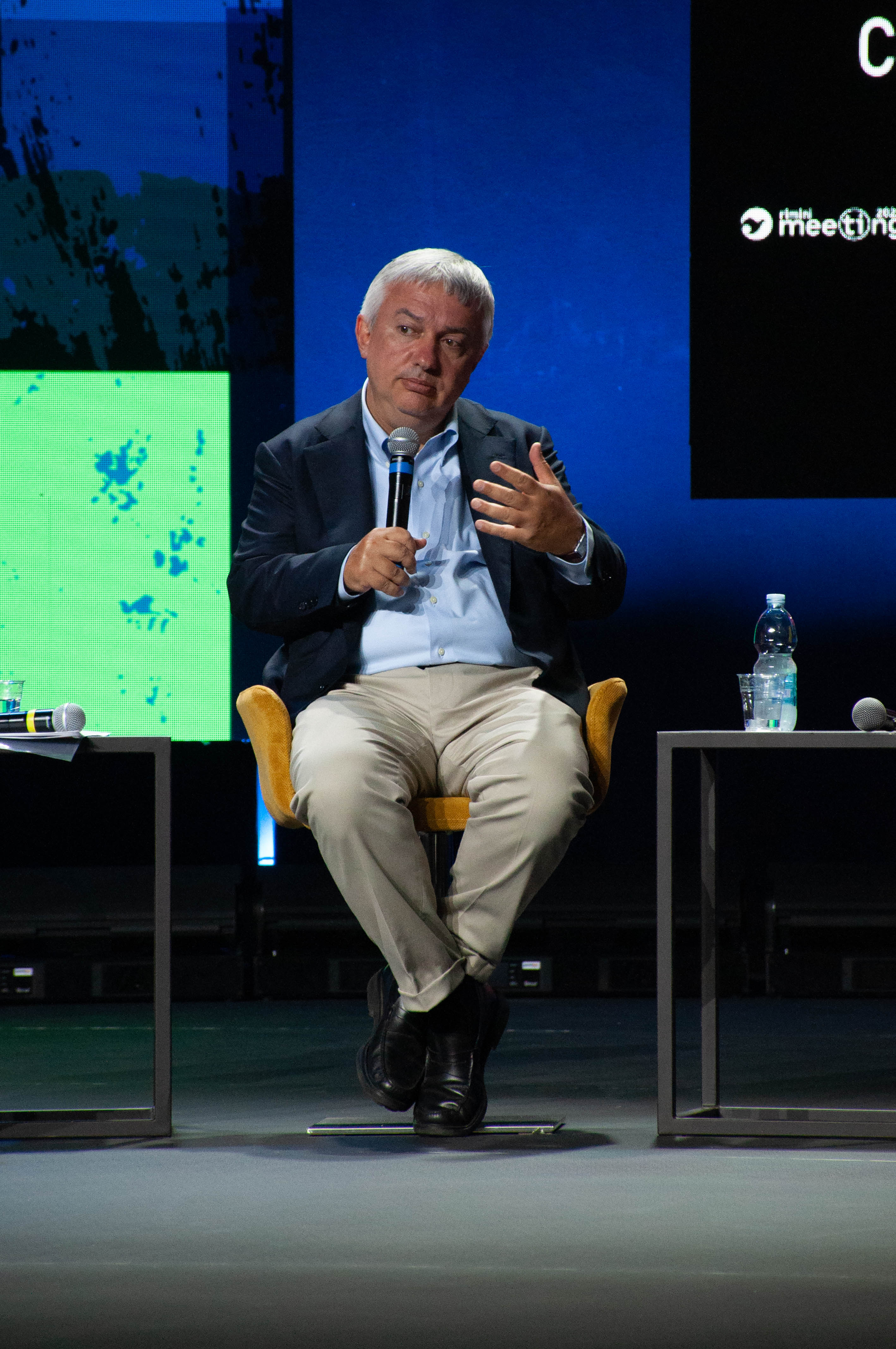
Maurizio Molinari al Meeting di Rimini 2022

Maurizio Molinari (Roma, 28 ottobre 1964) è un giornalista e saggista italiano, dal 23 aprile 2020 al 6 ottobre 2024 direttore del quotidiano la Repubblica.

## Biografia
Nato a Roma in una famiglia di origine ebraica, Molinari studia all'Harris Manchester College dell'Università di Oxford e all'Università Ebraica di Gerusalemme e si laurea in scienze politiche nel 1989 e in storia nel 1993 all'Università di Roma "La Sapienza". È giornalista dal 1984, e la sua prima collaborazione risale a La Voce Repubblicana (organo di stampa del Partito Repubblicano Italiano). È giornalista professionista dal 1989.
Molinari vive a Milano, è sposato dal 1994 (quando lavorava a L'Indipendente) con Micol Braha, ebrea italo-libica, avvocatessa.
La coppia ha quattro figli, tutti nati a New York.
Maurizio Molinari ha partecipato all'incontro Bilderberg tenutosi nel 2017 (come si evince dal sito ufficiale del Gruppo Bilderberg, che ha pubblicato la lista dei partecipanti), così come alle edizioni 2019 e 2020 degli incontri del WEF.
Dal 1997 lavora per La Stampa, di cui è per oltre un decennio (2001-2014) corrispondente da New York. Quindi, brevemente, da Bruxelles e da Gerusalemme, prima di rientrare a Torino come direttore nel 2016.
Ha scritto anche su testate come L'Indipendente (di cui è stato capo della redazione romana), L'Opinione, Il Tempo, Il Foglio, Panorama; collabora con LA7 (dove è stato ospite fisso di Otto e mezzo, al tempo condotto da Giuliano Ferrara), RaiNews24, Sky TG24 e Tg5.
Per Giorgio Dell'Arti, i punti di riferimento di Molinari sono l'ebraismo e il Partito Repubblicano Italiano, oltre alla visione atlantista.
Tra il 2000 e il 2015 Molinari è stato uno scrittore prolifico, con una media di un saggio pubblicato all'anno. In particolare il suo libro Il Califfato del terrore (Rizzoli, 2015) è stato presentato da Roberto Saviano come il libro che "tutti dovremmo leggere". Tuttavia, secondo la rivista online Il Lavoro Culturale, diverse parti di tale lavoro sarebbero state plagiate dal libro Rise of Isis: A Threat We Can't Ignore di Jay Sekulow (Howard Books, 2014).

### Direttore dellaStampa.
Il 26 novembre 2015 viene nominato nuovo direttore de La Stampa di Torino al posto di Mario Calabresi, dov'è affiancato da Massimo Russo (ex direttore di Wired Italia) come condirettore fino a luglio 2016, venendo preferito dal presidente di FCA John Elkann al vice-direttore della Stampa Massimo Gramellini.
Assieme alla direzione della Stampa, Molinari è anche direttore editoriale di Italiana Editrice (ITEDI), società editrice della Stampa e del Secolo XIX. Itedi è una società controllata dal gruppo Fiat Chrysler Automobiles (77%) e da Carlo Perrone, editore del Secolo XIX (23%).
Il 10 gennaio 2016 Molinari inaugura il mandato con un video e un editoriale intitolato "Da dove viene il branco di Colonia" sul tema Islam e violenza di genere.
Dal 27 dicembre 2017 è direttore editoriale di «Gedi News Network», la società che gestisce i quotidiani di proprietà del gruppo editoriale GEDI.

### Direttore dellaRepubblica

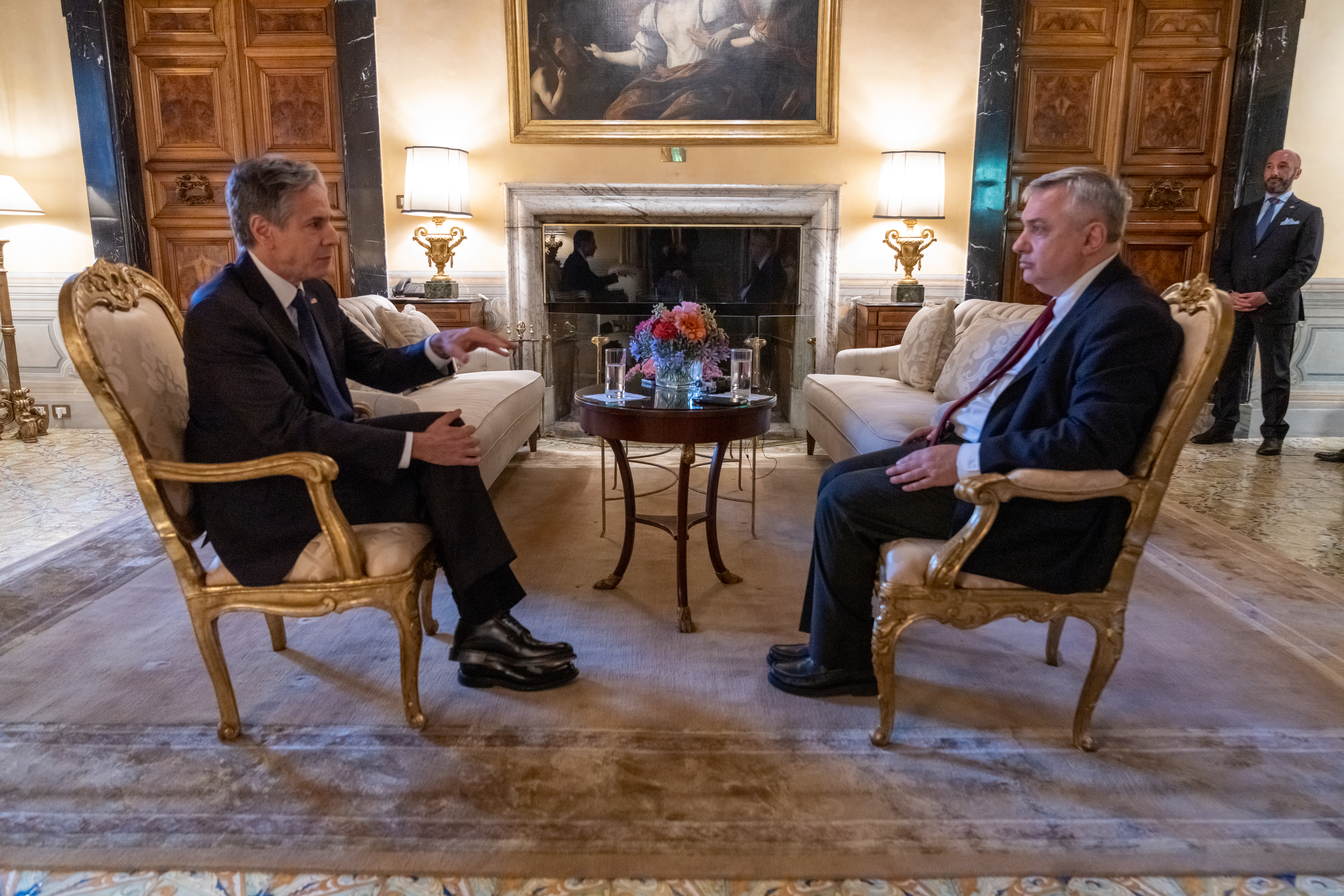
Maurizio Molinari intervista il Segretario di Stato degli Stati Uniti d'America Antony Blinken nel 2021

Il 23 aprile 2020 viene nominato, dal consiglio di amministrazione del gruppo editoriale GEDI, direttore del quotidiano la Repubblica al posto di Carlo Verdelli.
Ad agosto 2020, in occasione del referendum costituzionale relativo alla riduzione del numero dei parlamentari, si schiera apertamente per il fronte del "No" in un editoriale sulla Repubblica e in diverse occasioni pubbliche.
A luglio 2021 gli è stato attribuito il premio Spadolini Cultura Politica assegnato dalla Fondazione Giovanni Spadolini, mentre a settembre 2021 vince il premio Testimoni della Storia in occasione del festival di giornalismo Link a Trieste.
Ad aprile 2024 viene sfiduciato a larga maggioranza dall’assemblea dei giornalisti di Repubblica, in seguito alla sua decisione di mandare al macero centomila copie del supplemento Affari&Finanza, a causa di un articolo di apertura a lui non gradito. Prima di questo episodio, il direttore Molinari aveva deciso di bloccare la pubblicazione di un'intervista a Ghali, espressosi contro il presunto genocidio nella Striscia di Gaza. Dal 7 ottobre 2024, con il subentro come nuovo direttore di Mario Orfeo, termina la sua direzione e continua a collaborare come commentatore ed editorialista.

## Controversie

### Accusa di plagio
Nel 2015 è stato al centro di polemiche sui media sollevate da una recensione di Nicola Perugini, antropologo dell'Università di Edimburgo, dove si documenta un presunto plagio all'interno del libro Il Califfato del terrore. Perché lo Stato Islamico minaccia l'Occidente, edito da Rizzoli, nel quale alcune parti risulterebbero pressoché identiche ai testi del best seller americano di Jay Sekulow edito dal The New York Times The rise of Isis.

### Dichiarazioni sui No TAV
A seguito di alcune sue dichiarazioni rese il 10 ottobre 2021, nel corso del programma televisivo Mezz'ora in più, secondo le quali i No TAV sarebbero "terroristi metropolitani", "un'organizzazione violenta" e "quel che resta del terrorismo italiano degli anni settanta", viene querelato per diffamazione da centinaia di persone.

## Opere
- Ebrei in Italia: un problema di identità (1870-1938), Firenze, La Giuntina, 1995, ISBN 978-88-85-94358-2.
- La sinistra e gli ebrei italiani (1967-1993), Milano, Corbaccio, 1995.
- L'interesse nazionale. Dieci storie dell'Italia nel mondo, Collana Saggi tascabili n.243, Roma-Bari, Laterza, 2000, ISBN 978-88-42-06063-5.
- Fra Casa Bianca e Botteghe Oscure. Intervista con Lamberto Dini, Guarini, 2001.
- Wall Street nel Terzo Millennio, Roma, Fondazione Liberal, 2003.
- La Libertà e i suoi nemici. Intervista con Michael Walzer, Roma-Bari, Laterza, 2003.
- No Global? Cosa dicono veramente i movimenti di protesta, Roma-Bari, Laterza, 2004.
- George W. Bush e la missione americana, Collana I Robinson.Letture, Roma-Bari, Laterza, 2004, ISBN 978-88-42-07308-6.
- L'Italia vista dalla CIA (1948-2004), Roma-Bari, Laterza, 2005.
- Gli ebrei di New York, Collana I Robinson.Letture, Roma-Bari, Laterza, 2007, ISBN 978-88-42-08175-3.
- Cowboy Democratici. Chi sono e in cosa credono i liberal che vogliono conquistare la Casa Bianca e cambiare il mondo, Collana Gli struzzi n.635, Torino, Einaudi, 2008, ISBN 978-88-06-18859-7.
- Il paese di Obama. Come è cambiata l'America, Collana I Robinson.Letture, Roma-Bari, Laterza, 2009, ISBN 978-88-42-09104-2. [Vincitore del Premio Capalbio 2011]
- Gli italiani di New York, Collana I Robinson.Letture, Roma-Bari, Laterza, 2011, ISBN 978-88-42-09659-7.
- Governo ombra. I documenti segreti degli USA sull'Italia degli anni di piombo, Collana Saggi italiani, Milano, Rizzoli, 2012, ISBN 978-88-17-05614-4.
- L'aquila e la farfalla. Perché il XXI secolo sarà ancora americano, Collana Saggi italiani, Milano, Rizzoli, 2013, ISBN 978-88-17-06754-6.
- Il Califfato del terrore. Perché lo Stato islamico minaccia l'Occidente, Collana Saggi italiani, Milano, Rizzoli, 2015, ISBN 978-88-17-08056-9.
- Jihad. Guerra all'Occidente, Collana Saggi italiani, Milano, Rizzoli, 2015, ISBN 978-88-17-08591-5.
- M. Molinari-Amedeo Osti Guerrazzi, Duello nel Ghetto. La sfida di un ebreo contro le bande nazifasciste nella Roma occupata, Collana Saggi italiani, Milano, Rizzoli, 2017, ISBN 978-88-17-09228-9.
- Il ritorno delle tribù. La sfida dei nuovi clan all'ordine mondiale, Collana Saggi italiani, Milano, Rizzoli, 2017, ISBN 978-88-17-09463-4.
- Perché è successo qui. Viaggio all'origine del populismo italiano che scuote l'Europa, Collana I fari, Milano, La nave di Teseo, 2018, ISBN 978-88-934-4676-1.
- Assedio all'Occidente. Leader, strategie e pericoli della seconda guerra fredda, Collana I fari n.61, Milano, La nave di Teseo, 2019, ISBN 978-88-346-0120-4.
- Atlante del mondo che cambia. Le mappe che spiegano le sfide del nostro tempo, Collana Saggi, Milano, Rizzoli, 2020, ISBN 978-88-171-4099-7.
- Il campo di battaglia. Perché il Grande Gioco passa per l'Italia, Collana I fari, Milano, La nave di Teseo, 2021, ISBN 978-88-346-0818-0.
- Il ritorno degli Imperi. Come la guerra in Ucraina ha stravolto l'ordine globale. Con le mappe che spiegano il mondo che verrà, Collana Saggi, Milano, Rizzoli, 2022, ISBN 978-88-171-6492-4.
- Mediterraneo conteso. Perché l'Occidente e i suoi rivali ne hanno bisogno, Collana Saggi, Milano, Rizzoli, 2023, ISBN 978-88-171-7734-4.
- La nuova guerra contro le democrazie. Così le autocrazie vogliono stravolgere l'ordine internazionale, Milano, Rizzoli, 2024, ISBN 978-88-171-9025-1.